# Patriarca Gregori VII
Gregori VII de Constantinoble (en grec Γρηγόριος Ζ') va ser Patriarca de Constantinoble de l'any 1923 al 1924.
Va néixer cap a l'any 1850 a l'illa de Sifnos, i va estudiar a l'Escola Teològica de Halki, on es va graduar l'any 1882. Va ser diaca i protosincel·le a la ciutat de Rodes. L'any 1887 va ser bisbe de Mireon, i el 1892 el Sant Sínode el va nomenar metropolità de Serres. L'any 1909 va ser bisbe metropolità de Cízic, i el 1913 de Calcedònia. Finalment, el 6 de desembre de 1923 va ser elegit Patriarca Ecumènic pel Sant Sínode i va ser entronitzat el 30 de desembre.
Durant el seu mandat, va deposar l'anomenat «Papa» Eutimi, dirigent de l'Església Ortodoxa Turca. També va ser deposat el bisbe metropolità de Càldia, Basili, que havia treballat en l'organització de l'Arxidiòcesi grega a Amèrica sense permís del Patriarcat. Va reconèixer l'autocefàlia de l'Església Ortodoxa Polonesa i va restablir l'autonomia del metropolità de Kíev. Finalment, seguint les seves recomanacions, es van crear les seus metropolitanes d'Europa Central, d'Austràlia i de les Illes dels Prínceps i el Patriarcat va adoptar oficialment el calendari gregorià.
Gregori VII tenia greus problemes de salut que se li van manifestar el setembre de 1924, i va morir d'un infart agut de miocardi el 17 de novembre del mateix any.